# Linea U4 (metropolitana di Berlino)
La linea U4 della metropolitana di Berlino (U-Bahn) è lunga 2,9 chilometri e ha 5 stazioni. È la linea della metropolitana più breve della città. Corre esclusivamente nel quartiere di Schöneberg da Nollendorfplatz a Innsbrucker Platz. La linea non è mai stata estesa e non sono previsti allungamenti in futuro.

## Storia
Nei primi anni del XX secolo, l'amministrazione cittadina di Schöneberg (all'epoca – e fino al 1920 – indipendente da Berlino) decise di costruire una linea metropolitana che attraversasse la città da nord a sud.
I lavori iniziarono nel 1908 e la linea, lunga circa 3 km e con cinque stazioni, venne attivata il 1º dicembre 1910. Schöneberg divenne così la sesta città in Europa – dopo Londra, Glasgow, Budapest, Parigi e Berlino – ad essere dotata di una propria metropolitana.
L'esercizio della linea venne affidato alla Hochbahngesellschaft, che già eserciva la metropolitana di Berlino; il 10 luglio 1926 la linea venne integrata definitivamente nella rete berlinese della Hochbahngesellschaft.
La primitiva stazione di Nollendorfplatz, capolinea settentrionale della metropolitana, era posta ai confini con la città di Charlottenburg e permetteva l'interscambio con la metropolitana di Berlino (l'odierna linea U 2), che in tale tratto correva in viadotto. Essa venne sostituita da una nuova grande stazione di interscambio, composta di due livelli sotterranei e uno sopraelevato, che venne attivata il 24 ottobre 1926.
Nel 1930, la ex metropolitana di Schöneberg risultava integrata nella più lunga linea B I, che collegava Warschauer Brücke a Hauptstraße, via Nollendorfplatz: da Nollendorfplatz a Warschauer Brücke i treni percorrevano la tratta oggi percorsa dalle linee U 1 e U 3.
Il 1º marzo 1966 la BVG, esercente del trasporto pubblico urbano di Berlino Ovest, introdusse una nuova numerazione delle linee della metropolitana, in sostituzione delle vecchie denominazioni alfabetiche: la linea, ora nuovamente limitata alla tratta da Nollendorfplatz a Innsbrucker Platz, ottenne il numero «4».

## Stazioni
| Stazioni             | Interscambi | Note |
| -------------------- | ----------- | ---- |
| Nollendorfplatz      | U1, U2, U3  |      |
| Viktoria-Luise-Platz |             |      |
| Bayerischer Platz    | U7          |      |
| Rathaus Schöneberg   |             |      |
| Innsbrucker Platz    | S-Bahn      |      |

### Esplicative
1. ↑  Oggi «Warschauer Straße».
2. ↑  Oggi «Innsbrucker Platz».

### Bibliografiche
1. ↑  Lemke e Poppel (1992), p. 29.
2. ↑  Lemke e Poppel (1992), pp. 29-30.
3. 1 2 3  Lemke e Poppel (1992), p. 30.
4. ↑  Lemke e Poppel (1992), pp. 47-48.
5. ↑  Lemke e Poppel (1992), p. 54.
6. ↑  Lemke e Poppel (1992), p. 65.

### Fonti
- (DE) Ulrich Lemke e Uwe Poppel, Berliner U-Bahn, 3ª ed., Düsseldorf, Alba, 1992, ISBN 3-87094-346-7.

### Testi di approfondimento
- (DE) Alexander Seefeldt, U4. Die Schöneberger U-Bahn, Berlino, Robert Schwandl Verlag, 2019, ISBN 978-3-936573-58-9.